# Ronnie MacGilvray
Ronald "Ronnie" MacGilvray (Brooklyn, Nueva York, 20 de julio de 1930) es un exjugador de baloncesto estadounidense que disputó una temporada en la NBA. Con 1,88 metros de estatura, jugaba en la posición de base.

## Trayectoria deportiva

### Universidad
Jugó durante su etapa universitaria en los Red Storm de la Universidad de St. John's, siendo incluido en el mejor quinteto del Torneo de la NCAA en 1952, y ese mismo año galardonado con el Premio Haggerty al mejor baloncestista del área metropolitana de Nueva York.

### Profesional
Fue elegido en el Draft de la NBA de 1952 por Rochester Royals, pero no fue hasta 1954 cuando fichó por los Milwaukee Hawks, con los que disputó seis partidos en los que promedió 1,3 puntos y 1,8 asistencias.

## Estadísticas de su carrera en la NBA

### Temporada regular
| Temporada | Edad | Equipo          | Liga | Pos. | P | TIT | MIN | TC  | TCA | %TC  | 3P | 3PA | %3P | TL  | TLA | %TL  | R.OF. | R.DEF. | REB | ASIS | ROB | TAP | PER | FP  | PTS |
| 1954-55   | 24   | Milwaukee Hawks | NBA  | PG   | 6 |     | 9.5 | 0.3 | 2.0 | .167 |    |     |     | 0.7 | 1.2 | .571 |       |        | 1.5 | 1.8  |     |     |     | 0.8 | 1.3 |
| Total     |      |                 | NBA  |      | 6 |     | 9.5 | 0.3 | 2.0 | .167 |    |     |     | 0.7 | 1.2 | .571 |       |        | 1.5 | 1.8  |     |     |     | 0.8 | 1.3 |